# 新庄橋站
新庄橋站（日语：／ Shinjōbashi eki */?）是位於廣島縣廣島市，鐵道省可部線的鐵路車站（廢站）。

## 概要
此站是可部線當初開通時已經啟用，當時為大日本軌道廣島支社線的車站。站名取自當時跨越安川的國道（現時：縣道277號）橋樑名稱新庄橋。而可部線也於附近越過安川。
在輕便鐵路的時代，由於蒸氣機車的馬力不足，不能登上安川的堤岸，乘客需要下車，從車尾把列車推上堤岸。
在1943年（昭和18年），包含此站在內，與可部線部分車站一同暫停營業。

## 歷史
- 1909年（明治42年）12月19日[1] - 大日本軌道廣島支社線橫川停留場至祇園停留場之間開業，新庄橋停留場啟用。當時的軌距為762毫米及非電氣化。
- 1919年（大正8年）3月11日 - 路線轉讓給可部軌道，成為該公司的停留場。
- 1926年（大正15年）5月1日 - 公司合併為廣島電氣，成為該公司的停留場。
- 1928年（昭和3年）11月9日 - 包含此站在內，橫川停留場至古市橋站之間改軌距至1067毫米，同時電氣化（直流600V）。
- 1931年（昭和6年）7月1日 - 路線轉讓給廣濱鐵道，成為該公司的停留場。
- 1936年（昭和11年）9月1日 - 可部線國有化，成為新庄橋站。
- 1943年（昭和18年）10月1日 - 包含此站在內，與可部線部分車站一同暫停營業[2]。

## 現狀
在此站暫停營業後的1962年（昭和37年）10月1日，由於進行太田川溢洪道建設工程，因此包含此站在內的橫川站至安藝長束站之間的走線改為現時的樣子。而此站遺址是在太田川溢洪道之中（地址：西區新庄町內），被水淹沒，已經看不到任何痕跡。

## 相鄰車站
鐵道省
可部線（舊線）
三瀧－新庄橋－安藝長束

## 注腳
1. ↑  『広島県統計書. 昭和３年　第１編（其ノ２）』（國立國會圖書館近代數碼圖書館）
2. ↑  「鉄道省告示第271号」『官報』1943年9月15日（國立國會圖書館數碼化收藏）

## 相關項目
- 日本鐵路車站列表 Shi

## 外部連結
- 1939年12月6日拍攝的航空照片（日語） - 地圖・航空照片參閱服務（國土地理院）